# Роберт Бредшоу
Роберт Ллівеллін Бредшоу (англ. Robert Llewellyn Bradshaw; 16 вересня 1916, Сент-Пол-Капістер, Сент-Кітс — 23 травня 1978, Бастер, Сент-Кітс і Невіс) — політичний діяч й активіст, головний міністр (1966—1967) і згодом — 1-й прем'єр-міністр Сент-Кіттс — Невісу — Ангільї (1967—1978).

## Ранні роки
Народився 16 вересня 1916 року в окрузі Сент-Пол-Капістер на острові Сент-Кітс у небагатій родині служниці Мері Джейн Френсіс і коваля Вільяма Бредшоу. Вільям Бредшоу згодом переїхав до США, і Роберта взяла на виховання його бабуся. Після закінчення семи класів початкової школи недовго пропрацював учителем і влаштувався підмайстром оператора на цукровий завод у Бастері; саме в цей час почав цікавитися діяльністю робітничого руху. Великий вплив на нього зробив власник книгарні в Бастері Чарлз Гелберт, прихильник лівих ідей та профспілкового руху.
1940 року пішов з заводу після участі в страйку і влаштувався клерком в Робітничої лігу Сент-Кітс і Невісу (профспілка робітників і торговців), яку 1944 року очолив. Як лідер Робітничої ліги, продовжив займатися діяльністю з підтримки та захисту прав робітників цукрової індустрії.

## Політична кар'єра
1945 року призначений головою нещодавно створеної Лейбористської партії Сент-Кітс, обіймаючи цю посаду аж до своєї смерті. 1946 року обраний до Законодавчої ради Сент-Крістофера-Невісу-Ангільї (де-юре парламент колонії), а через десять років затверджений на посаду міністра торгівлі та промисловості. Продовжив політичну діяльність і після утворення Федерації Вест-Індії (1958—1962) як міністр фінансів федерації та член Федеральної палати представників.
Після розпаду Федерації повернувся до Сент-Крістофер-Невісу-Ангілью, де 1966 року обійняв посаду головного міністра, а рік потому — посаду прем'єр-міністра від Лейбористської партії. Як прем'єр-міністр, активно вживав заходів з підтримки занепалої цукрової індустрії Сент-Кітсу, оскільки вона складала значну частину економіки островів, а її працівники — значну частину електорату лейбористів; зокрема, 1975 року націоналізував усі цукрові підприємства у Сент-Кітсі. Крім того, займався розвитком соціальної інфраструктури й активно виступав за незалежність островів, 1977 року звернувшись до британського уряду з проханням про надання суверенітету. Водночас жителі інших островів колонії, Невісу й Ангільї, були незадоволені політикою Лейбористської партії, яка, за їхніми словами, приділяла занадто багато уваги Сент-Кітсу. Критики Бредшоу відзначали, що він правив «[островами], ніби вони були феодальним королівством» стягуючи всі ресурси на розвиток Сент-Кітсу, й описували його як «жорсткого й авторитарного» лідера. Водночас прихильники вихваляли його за те, що він правив «залізною рукою». У 1967—1969 роках жителі Ангільї, розчаровані урядом Бредшоу, витіснили федеральні поліцейські сили з острова і провели два референдуми - про вихід з Федерації Сент-Кітсу і Невісу (1967) і прийняття Конституції нової незалежної республіки (1969). Відділення Ангільї також підігріло сецесіоністські настрої на Невісі.

## Смерть

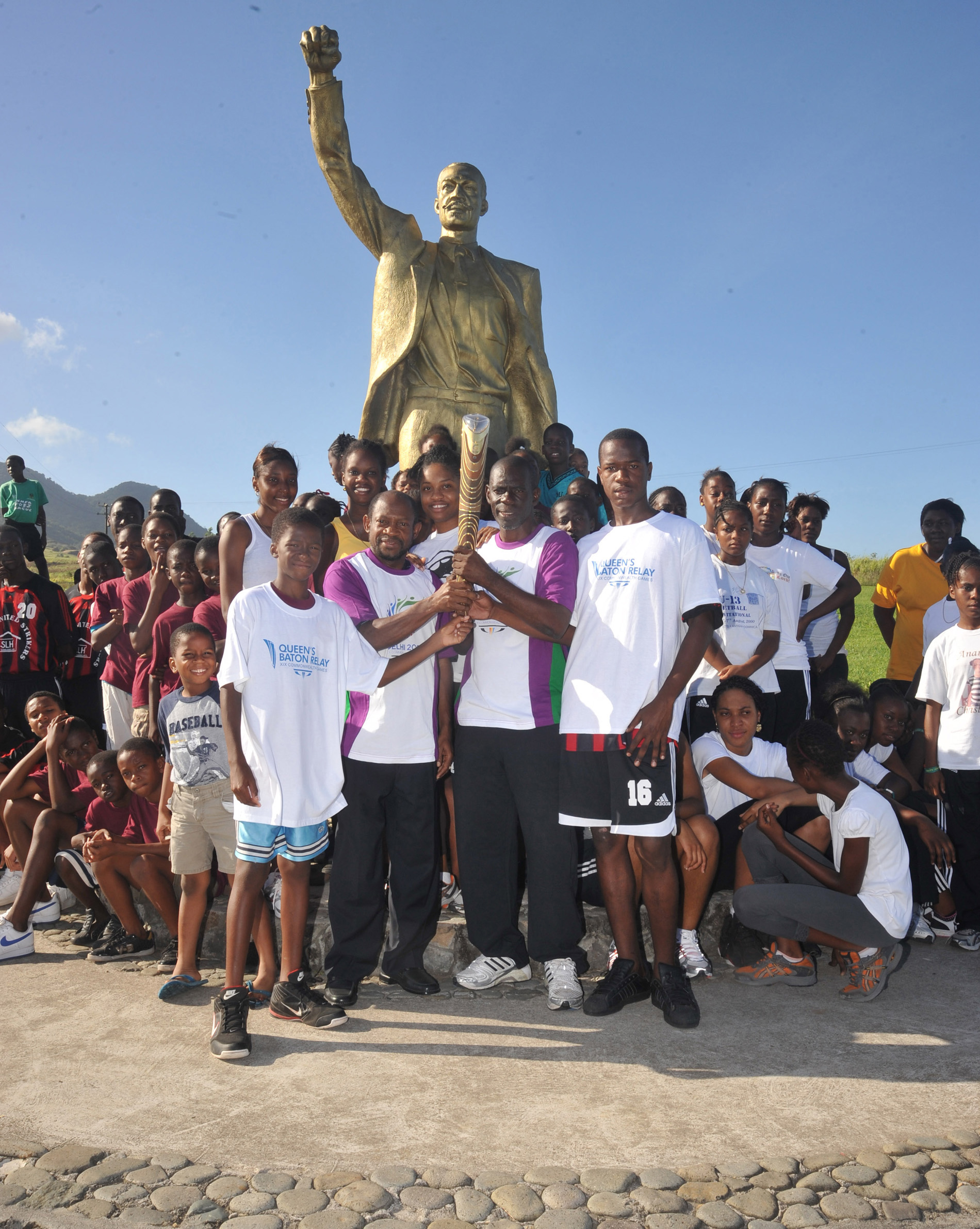
Пам'ятник Роберту Бредшоу

Помер 23 травня 1978 року у 61 рік від раку простати у своєму будинку в Бастері. Його наступником на посаді прем'єр-міністра став його заступник і близький товариш Пол Саутвелл.

## Пам'ять
1996 року посмертно вшанований званням Національного героя Сент-Кітс і Невісу Національною асамблеєю країни, а його день народження став національним святом; Бредшоу став першою людиною, якому надано це звання. 1998 року головний аеропорт Сент-Кітсу перейменований на його честь. 2007 року за підтримки президента Куби Фіделя Кастро на місці народження Роберта Бредшоу відкрили меморіальний парк.